# Ariomma
Ariomma là danh pháp khoa học của một chi cá biển, duy nhất trong họ Ariommatidae.

## Từ nguyên
Ariomma bắt nguồn từ tiếng Hy Lạp cổ, với tiền tố αρι (ari) nghĩa là trên, thượng, ưu việt, lớn và ὄμμα (ómma) nghĩa là mắt. Ở đây có lẽ để nói việc các loài cá trong họ này có mắt to.

## Phân bố
Cá biển; ở vùng biển sâu. Phân bố: Nhiệt đới và cận nhiệt đới phía đông Bắc Mỹ và Nam Mỹ, dọc theo châu Phi và từ Hồng Hải tới Nhật Bản, quần đảo Kermadec và Hawaii.

## Đặc điểm
Cá dạng cá chim bạc (Stromateoidei) với các vây bụng có ở cá trưởng thành, 2 vây lưng, tấm vòm miệng không răng, 6 tia che mang, 2 xương dưới đuôi ở đuôi, các xương xơ cứng hóa xương tốt. Gốc của các nhú trong các túi họng thuôn tròn; các nhú không tạo thành dải và chỉ có ở nửa trên của các túi.
Thân thanh mảnh hoặc sâu, thuôn tròn tới ép dẹp. Cuống đuôi thanh mảnh, với 2 gờ bên mọng thịt ở mỗi bên. Hai vây lưng. Vây thứ nhất với ~10 gai thanh mảnh gập nếp trong rãnh. Gai dài nhất dài gấp đôi tia mềm dài nhất của vây thứ hai. Ba tia gai vây hậu môn. Tia mềm vây lưng và vây hậu môn dài xấp xỉ nhau, mỗi vây 14-15 tia vây, các tia ở gốc lớn hơn nhô vào phần tiết diện thân. Gốc của các tia vây giữa không có vảy bao bọc. Vây bụng gắn vào bụng bằng một màng mỏng và gập nếp trong rãnh. Vảy to, dạng xicloit, mỏng, dễ rụng. Đường bên cao, dọc theo tiết diện lưng và không kéo dài tới cuống đuôi; các ống trong các vảy đường bên đôi khi phân nhánh. Một nhánh của đường bên kéo dài về phía trước trên mắt trong vùng xương. Da mỏng; hệ thống ống nhầy dưới da khá phát triển. Các mép nắp mang và trước nắp mang nguyên hoặc có răng cưa rất mịn. Nắp mang rất mỏng, giòn, với 2 gai phẳng, mềm, không rõ ràng. Tia che mang 6. Miệng nhỏ, hàm trên hầu như không kéo dài tới phía dưới mắt. Răng nhỏ, một hoặc 3 chỏm, xếp một hàng trong hàm. Xương lá mía, vòm miệng và đáy mang không răng. Không xương trên hàm trên. Mắt to, mô béo khá phát triển và che phủ xương tuyến lệ. Xương xơ cứng hóa xương tốt. Đốt sống 29-32. Khung xương đuôi với 2 xương dưới đuôi và 3 xương trên đuôi. Các túi họng chỉ có nhú ở nửa trên. Các nhú không tạo thành dải, gốc của chúng thuôn tròn có cuống với các răng nằm dọc theo nó phát sinh lệch tâm. Cá trưởng thành thường dài tới 30 cm, nhưng một số loài dài trên 60 cm. Màu trắng bạc tới lam ánh nâu, một số loài với đốm rõ nét hoặc với mẫu hình màu tương phản.

## Họ hàng
Phân tích phát sinh chủng loài phân tử đặt họ này trong nhánh chứa phần lõi của Stromateoidei (bao gồm Ariommatidae, Stromateidae và Nomeidae) trong bộ Scombriformes.

## Các loài
Hiện tại người ta công nhận 7 loài trong chi này:
- Ariomma bondi Fowler, 1930: Tây Đại Tây Dương từ Canada tới Uruguay; đông Đại Tây Dương từ Senegal tới Angola.
- Ariomma brevimanus (Klunzinger, 1884): Hồng Hải, ngoài khơi Indonesia đến Nhật Bản và Hawaii.
- Ariomma indica (F. Day, 1871): Cá chim Ấn Độ. Ấn Độ Dương-Thái Bình Dương. Từ Nam Phi tới vịnh Ba Tư về phía đông tới khu vực Ấn Độ-Malaysia cho tới nhóm đảo Moala, Fiji và về phía bắc tới Nhật Bản.
- Ariomma lurida D. S. Jordan & Snyder, 1904: Thái Bình Dương. Từ miền nam Nhật Bản tới quần đảo Hawaii tới New Zealand.
- Ariomma melana (Ginsburg, 1954): Đông Đại Tây Dương, từ Mauritania tới Angola. Tây Đại Tây Dương: Từ New York và miền bắc vịnh Mexico, Panama kéo dài về phía đông tới vùng duyên hải miền bắc Nam Mỹ.
- Ariomma parini Piotrovsky, 1987: Tây Ấn Độ Dương, tìm thấy trong vùng biển thuộc bãi ngầm Saya de Malha và Tanzania.
- Ariomma regulus (Poey, 1868): Tây Đại Tây Dương, vùng biển từ New Jersey và miền bắc vịnh Mexico cho tới Antilles, Panama tới miền bắc Nam Mỹ.